# Athlītikos Syllogos Arīs Thessalonikīs 2017-2018

## Stagione
L'Aris è stato in testa al campionato dalla prima alla 25ª giornata, quando è stato superato dall'OFI Creta. Il 13 maggio, con tre giornate di anticipo l'Aris viene promosso nella massima serie del campionato greco.

## Maglie e sponsor
Lo sponsor tecnico per la stagione 2017-2018 è Nike.
|  | Casa |  | Trasferta |  | Terza maglia |

## Rosa
| N. |                       | Ruolo | Calciatore                 |
| -- | --------------------- | ----- | -------------------------- |
| 1  | Grecia (bandiera)     | P     | Alexandros Anagnostopoulos |
| 2  | Brasile (bandiera)    | D     | Neto                       |
| 3  | Portogallo (bandiera) | D     | Hugo Sousa                 |
| 4  | Grecia (bandiera)     | D     | Stelios Marangos           |
| 5  | Grecia (bandiera)     | D     | Georgios Delizisis         |
| 6  | Grecia (bandiera)     | C     | Chousein Moumin            |
| 7  | Grecia (bandiera)     | C     | Markos Dounis              |
| 8  | Grecia (bandiera)     | C     | Lefteris Intzoglou         |
| 9  | Grecia (bandiera)     | A     | Antonis Kapnidis           |
| 10 | Grecia (bandiera)     | C     | Dīmītrīs Anakoglou         |
| 11 | Grecia (bandiera)     | C     | Kenan Mpargkan             |
| 12 | Grecia (bandiera)     | D     | Marios Kasianos            |
| 13 | Grecia (bandiera)     | P     | Giannis Mantzaris          |
| 14 | Grecia (bandiera)     | A     | Charalampos Pavlidis       |
| 15 | Grecia (bandiera)     | D     | Giōrgos Valerianos         |
| 16 | Serbia (bandiera)     | C     | Luka Milunović             |

| N. |                                 | Ruolo | Calciatore               |
| -- | ------------------------------- | ----- | ------------------------ |
| 17 | Grecia (bandiera)               | C     | Vangelīs Platellas       |
| 18 | Grecia (bandiera)               | D     | Nikos Tsoumanis          |
| 19 | Grecia (bandiera)               | A     | Dimitrios Diamantopoulos |
| 20 | Grecia (bandiera)               | C     | Paschalis Kassos         |
| 21 | Grecia (bandiera)               | C     | Giannis Pasas            |
| 22 | Grecia (bandiera)               | P     | Georgios Kantimiris      |
| 24 | Grecia (bandiera)               | C     | Spyros Karvounis         |
| 27 | Grecia (bandiera)               | D     | Manōlīs Tzanakakīs       |
| 28 | Grecia (bandiera)               | D     | Christos Bourbos         |
| 33 | Grecia (bandiera)               | C     | Aristidis Lottas         |
| 55 | Serbia (bandiera)               | C     | Ljubomir Stevanović      |
| 77 | Grecia (bandiera)               | A     | Dionysis Kaloudis        |
| 80 | Grecia (bandiera)               | D     | Dimitrios Kligopoulos    |
| 83 | Bosnia ed Erzegovina (bandiera) | D     | Branislav Nikić          |
| 88 | Grecia (bandiera)               | D     | Lefteris Sotiriadis      |
| 99 | Brasile (bandiera)              | A     | Jone Pinto               |